# Сан-Сатурнину
Сан-Сатурнину (порт. São Saturnino)  —  район (фрегезия) в Португалии,  входит в округ Порталегре. Является составной частью муниципалитета  Фронтейра. По старому административному делению входил в провинцию Алту-Алентежу. Входит в экономико-статистический  субрегион Алту-Алентежу, который входит в Алентежу. Население составляет 339 человек на 2001 год. Занимает площадь 41,34 км².